# باول جيبسون (لاعب كرة قاعدة)
باول جيبسون (بالإنجليزية: Paul Gibson)‏ هو لاعب كرة قاعدة أمريكي، ولد في 4 يناير 1960 في ساوثهامبتون ‏ في الولايات المتحدة.

## وصلات خارجية
- باول جيبسون على موقعبيزبول رفرنس.كوم (الدوري الرئيسي) (الإنجليزية)
- باول جيبسون على موقعبيزبول رفرنس.كوم (الدوري الثانوي) (الإنجليزية)